# Bronislas Markiewicz
Bronislas Markiewicz, né à Pruchnik le 13 juillet 1842, mort à Miejsce Piastowe le 29 janvier 1912, est un religieux polonais fondateur de la congrégation de Saint Michel Archange et des Sœurs de Saint Michel Archange et reconnu bienheureux par l'Église catholique.

## Biographie

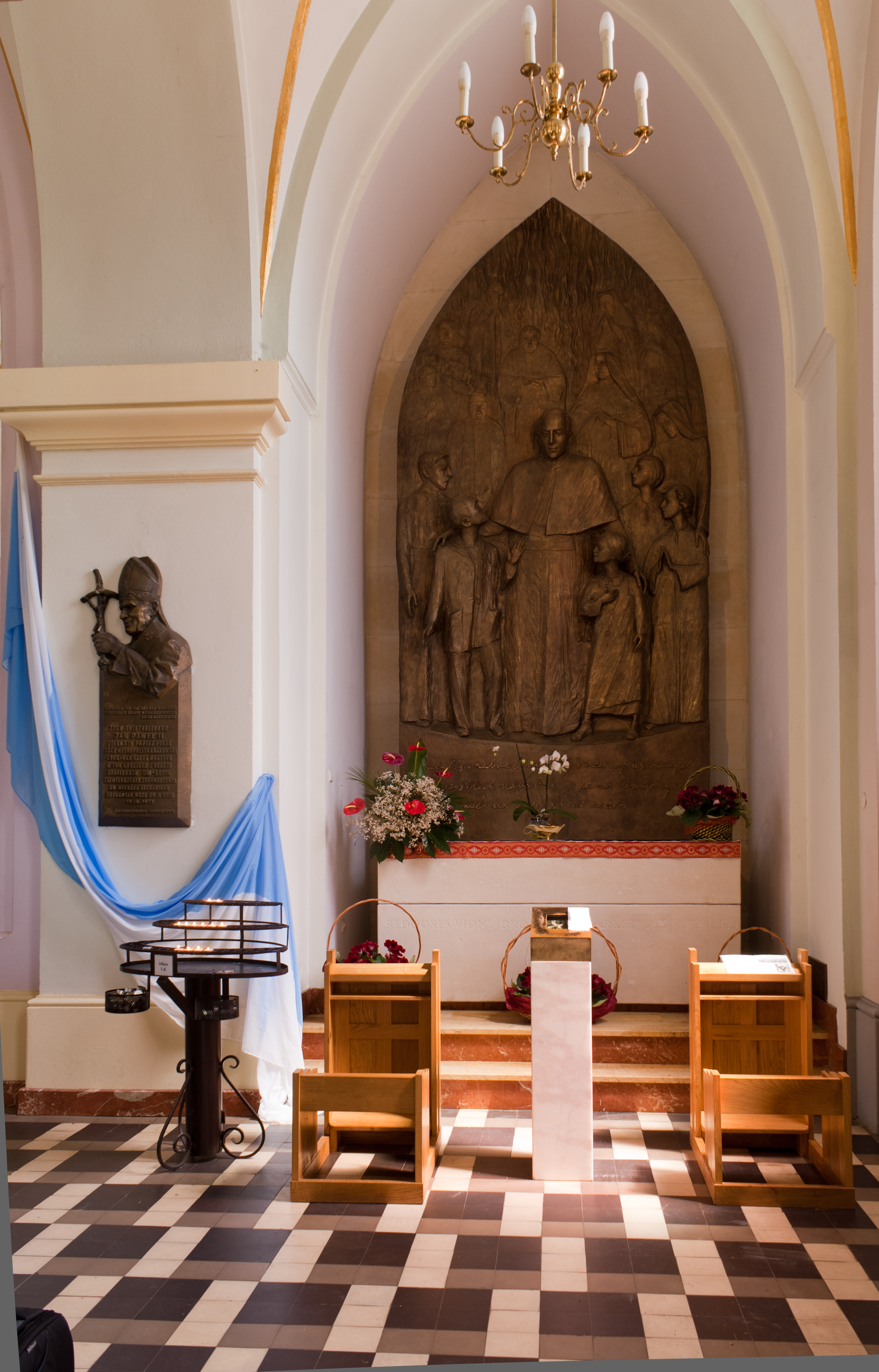
Autel de la nef droite du sanctuaire de Saint Michel Archange à Miejsce Piastowe.

Bronisław Markiewicz naît en 1842, sixième d'une famille de onze enfants dont le père est le maire de la ville. À l'adolescence, il perd la foi et devient agnostique pendant deux ans, influencé par un inspecteur des écoles du nom de Eusèbe Czerkawski, anticlérical et rationaliste.
À l'âge de 21 ans, il entre au séminaire diocésain de Przemyśl puis est ordonné prêtre le 15 septembre 1867. Une semaine après son ordination, il célèbre sa première messe dans sa ville natale de Pruchnik. Il est ensuite chargé de la paroisse du village de Harta (gmina de Dynów) où il exerce jusqu'en février 1870 ; au cours de ce ministère, Markiewicz fonde trois nouvelles paroisses dans des zones rurales et privilégie l'aide aux pauvres et surtout aux enfants. En 1870, Markiewicz est nommé vicaire de la cathédrale de Przemyśl, il continue son travail auprès des jeunes lorsqu'une épidémie de choléra frappe la région, il aide autant qu'il peut et organise des soupes populaires pour nourrir la population qui commence à l'appeler l'ange du réconfort.
Devant la vague d'agnosticisme qui se répand dans la région, Markiewicz décide de se perfectionner et entre en 1873 à la faculté de philosophie de l'université de Lviv dont le doyen est le vieil inspecteur Eusèbe Czerkawski. L'année suivante, il entre à l'université Jagellonne de Cracovie mais ne peut terminer ses études dans aucune des deux facultés car il est transféré en 1875 dans le petit village de Gać (Powiat de Przeworsk). Là, il se bat contre l'alcoolisme et fonde la société d'abstinence. Entre 1877 et 1882, il est curé à Błażowa. En 1882, il est nommé comme enseignant au séminaire diocésain de Przemyśl (pl) et devient chapelain des carmélites déchaussées installées à Przemyśl après avoir été expulsées de Poznań par le Kulturkampf.
En 1885, alors âgé 43 ans, il décide d'intégrer un institut religieux dont le but est l'éducation des jeunes pauvres, il se rend à Turin où il rencontre Jean Bosco, fondateur des salésiens et prononce ses vœux le 25 mars 1887. En 1892, il retourne en Pologne pour prendre en charge la paroisse de Miejsce Piastowe où il reste jusqu'à sa mort en 1912. Dès son arrivée dans son pays natal, il commence à mettre en pratique les enseignements de Don Bosco, organisant des maisons pour les enfants abandonnés et les jeunes. Au fil des ans, la congrégation des salésiens admet non seulement les enfants pauvres et abandonnés mais aussi les enfants de parents appartenant aux classes riches qui payent une pension.
Le Père Markiewicz n'est pas d'accord avec ces changements promus par Don Rua, successeur de Don Bosco, et insiste sur le fait que la congrégation doit mettre toutes ses forces dans les soins des pauvres. Don Rua envoie en 1897 un délégué pour surveiller l'application des nouvelles normes par le père Markiewicz ; mais celui-ci refuse et décide de quitter les salésiens. La même année, il fonde une association civile dédiée à l'assistance aux enfants abandonnés, à laquelle il donne le nom de "tempérance et travail", mais trouve une forte opposition à son œuvre de la part de l'évêque du diocèse de Przemyśl, Józef Sebastian Pelczar, qui lui refuse des fonds à moins qu'il ne rejoigne la congrégation salésienne. En essayant d'obtenir l'approbation de l'institut par l'évêque Pelczac, Markiewicz met sa congrégation sous le patronage de l'archange saint Michel.
En 1911, le père Markiewicz déclare que plus de 2 000 jeunes sont passés par ses établissements et qu'ils sont sortis en obtenant un travail. Le 11 décembre de cette année, Markiewicz subit une hémorragie cérébrale, il souffre également d'une grande douleur causée par la prostate et son cœur est trop faible pour résister à l'anesthésie. Markiewicz décède le 29 janvier 1912, la foule se rend à ses funérailles malgré le froid et les chutes de neige ce jour-là. Le principal propulseur de l'œuvre de Markiewicz est l'archevêque de Cracovie, Adam Stefan Sapieha, qui fait tout son possible pour que le 29 septembre 1921, jour de la Saint Michel, la branche masculine de la congrégation de Saint Michel Archange puisse être érigée canoniquement puis celle des sœurs, fondée avec Anna Kaworek, en 1928.

## Béatification
Le procès de béatification commence en 1958, il est reconnu vénérable le 2 juillet 1994 par Jean Paul II et béatifié le 19 juin 2005 à Varsovie par le cardinal Józef Glemp au nom de Benoît XVI.

## Hommage
- (1315) Bronislawa, astéroïde nommé en hommage.

## Source
- (es) Cet article est partiellement ou en totalité issu de l’article de Wikipédia en espagnol intitulé « Bronisław Markiewicz » (voir la liste des auteurs).